# Carex josephi-schmittii
Carex josephi-schmittii är en halvgräsart som beskrevs av Louis-Florent-Marcel Raymond. Carex josephi-schmittii ingår i släktet starrar, och familjen halvgräs.
Artens utbredningsområde är Québec. Inga underarter finns listade i Catalogue of Life.